# Pseudothyone belli
Pseudothyone belli är en sjögurkeart som först beskrevs av Ludwig 1887.  Pseudothyone belli ingår i släktet Pseudothyone och familjen korvsjögurkor. Inga underarter finns listade i Catalogue of Life.